# Alexandra Eala
Alexandra „Alex“ Maniego Eala (* 23. Mai 2005 in Quezon City) ist eine philippinische Tennisspielerin.

## Karriere
Mit vier Jahren begann Eala Tennis zu spielen und bevorzugt Hartplätze. Im Alter von 12 Jahren gewann sie das U14-Turnier des Les Petits As mit einem Finalsieg über Linda Nosková. Bei den US Open 2019 trat sie das erste Mal bei einem Grand-Slam-Turnier im Juniorinneneinzel an. Ihr Debüt auf der ITF Women’s World Tennis Tour machte Eala im März 2020, als sie als einen für Juniorinnen reservierten Platz beim 15.000-US-Dollar-Turnier in Monastir erhielt und wo sie auch ihr erstes Profimatch gewann. 2020 gewann Eala bei den Australian Open zusammen mit ihrer Partnerin Priska Madelyn Nugroho den Titel im Juniorinnendoppel. Einen weiteren Juniorinnen-Grand-Slam-Titel im Doppel sicherte sie sich bei den French Open 2021. Am 10. September 2022 triumphierte sie bei den US Open im Juniorinneneinzel. Im Finale besiegte sie Lucie Havlíčková mit 6:2 und 6:4.
Sie war die aktuelle Nummer zwei der ITF-Juniorinnenrangliste, die am 6. Oktober 2020 veröffentlicht wurde. Sie erreichte die Ranglistenposition nach ihrem Halbfinaleinzug beim Juniorinneneinzel bei den French-Open.
Eala spielt vor allem auf der ITF Women’s World Tennis Tour, wo sie bislang 5 Turniersiege im Einzel und 3 im Doppel erringen konnte.

## Turniersiege

### Einzel
| Nr. | Datum           | Turnier         | Kategorie | Belag     | Finalgegnerin               | Ergebnis      |
| --- | --------------- | --------------- | --------- | --------- | --------------------------- | ------------- |
| 1.  | 24. Januar 2021 | Manacor         | ITF W15   | Hartplatz | Yvonne Cavalle-Reimers      | 5:7, 6:1, 6:2 |
| 2.  | 10. April 2022  | Chiang Rai      | ITF W25   | Hartplatz | Luksika Kumkhum             | 6:4, 6:2      |
| 3.  | 4. Juni 2023    | Yecla           | ITF W25   | Hartplatz | Valentina Ryser             | 6:3, 7:5      |
| 4.  | 13. August 2023 | Roehampton      | ITF W25   | Hartplatz | Arina Rodionova             | 6:2, 6:3      |
| 5.  | 21. Juli 2024   | Vitoria-Gasteiz | ITF W100  | Hartplatz | Victoria Jiménez Kasintseva | 6:4, 6:4      |

### Doppel
| Nr. | Datum           | Turnier           | Kategorie | Belag             | Partnerin         | Finalgegnerin                          | Ergebnis         |
| --- | --------------- | ----------------- | --------- | ----------------- | ----------------- | -------------------------------------- | ---------------- |
| 1.  | 27. Januar 2024 | Pune              | ITF W50   | Hartplatz         | Darja Semeņistaja | Naiktha Bains Fanny Stollár            | 7:68, 6:3        |
| 2.  | 30. März 2024   | Croissy-Beaubourg | ITF W75   | Hartplatz (Halle) | Estelle Cascino   | Maia Lumsden Jessika Ponchet           | 7:5, 7:64        |
| 3.  | 20. Juli 2024   | Vitoria-Gasteiz   | ITF W100  | Hartplatz         | Estelle Cascino   | Lija Karatantschewa Diāna Marcinkēviča | 6:3, 2:6, [10:4] |

## Karrierestatistik und Turnierbilanz

### Einzel
Die letzte Aktualisierung erfolgte nach dem WTA-Turnier in Eastbourne 2025.
| Turnier                   | 2021              | 2022              | 2023              | 2024      | 2025      | T / T     | S/N       | Sieg%     |
| ------------------------- | ----------------- | ----------------- | ----------------- | --------- | --------- | --------- | --------- | --------- |
| Australian Open           | –                 | –                 | Q1                | Q1        | Q1        | 0 / 0     | 0:0       | –         |
| French Open               | –                 | –                 | –                 | Q3        | 1         | 0 / 1     | 0:1       | 0 %       |
| Wimbledon                 | –                 | –                 | –                 | Q3        | 1         | 0 / 1     | 0:1       | 0 %       |
| US Open                   | –                 | –                 | –                 | Q3        |           | 0 / 0     | 0:0       | –         |
| Miami                     | Q1                | 1                 | 1                 | Q2        | HF        | 0 / 3     | 4:3       | 57 %      |
| Madrid                    | –                 | Q1                | 1                 | 2         | 2         | 0 / 3     | 2:3       | 40 %      |
| Rom                       | –                 | –                 | –                 | –         | 1         | 0 / 1     | 0:1       | 0 %       |
| Wuhan                     | nicht ausgetragen | nicht ausgetragen | nicht ausgetragen | 1         |           | 0 / 1     | 0:1       | 0 %       |
| Statistik                 | Statistik         | Statistik         | Statistik         | Statistik | Statistik | S/N       | S/N       | Sieg%     |
| Gewonnene Titel           | 1                 | 1                 | 2                 | 1         | 0         | Gesamt: 5 | Gesamt: 5 | Gesamt: 5 |
| Gesamt-Siege/-Niederlagen | 17:13             | 45:20             | 45:23             | 46:31     | 26:16     | 179:103   | 179:103   | 63 %      |
| Jahresendposition         | 529               | 219               | 205               | 158       |           | N/A       | N/A       | N/A       |

Zeichenerklärung: S = Turniersieg; F, HF, VF, AF = Einzug ins Finale / Halbfinale / Viertelfinale / Achtelfinale; 1, 2, 3 = Ausscheiden in der 1. / 2. / 3. Hauptrunde; KF (kleines Finale) = unterlegen im Spiel um Platz drei; RR = Round Robin (Gruppenphase); n. a. = nicht ausgetragen; a. K. = andere Kategorie; PO (Play-off) = Auf- und Abstiegsrunde im Billie Jean King Cup; K1, K2, K3 = Teilnahme in der Kontinentalgruppe I, II, III im Billie Jean King Cup.
Anmerkung: Diese Statistik berücksichtigt alle Ergebnisse im Einzel bei ITF- und WTA-Turnieren. Als Quelle dient die ITF- und WTA-Seite der Spielerin. Dargestellt sind nur WTA-Turniere der Kategorie 1000 (seit 2021).

## Persönliches

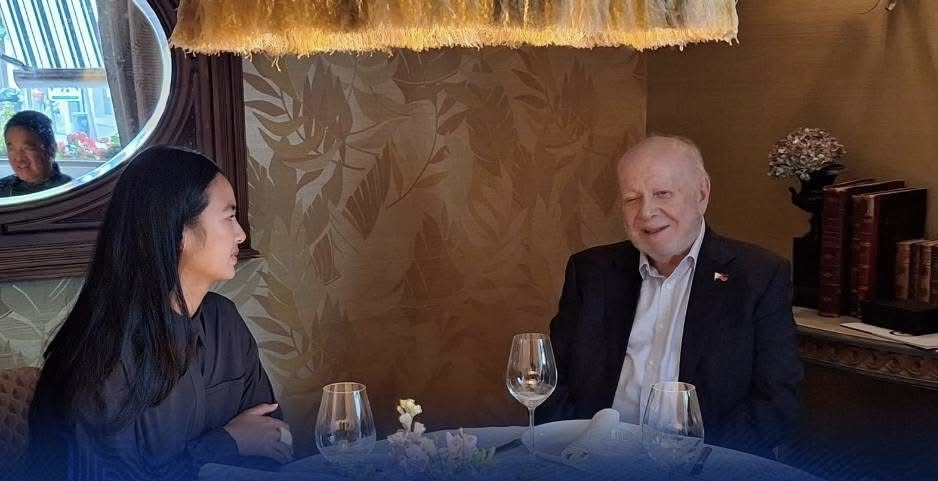
Eala mit dem philippinischen Botschafter in Spanien Philippe Lhuillier im April 2025

Ealas Mutter Rizza gewann die Bronzemedaille im 100m-Rückenschwimmen bei den Südostasienspielen 1985. Sie ist die Nichte von Noli Eala, des früheren Leiters der Philippine Basketball Association. Ihr Bruder Michael spielt Tennis für die Pennsylvania State University.